# 室井ゆう
室井 ゆう（むろい ゆう、12月18日 - ）は、日本の女性アイドル。アイドルグループ・グデイのメンバー。まどもあ54世・エレクトリックリボンの元メンバー。神奈川県出身。

## 略歴
山田ルイ53世（髭男爵）プロデュースによる貴族アイドル・まどもあ54世のオーディションに合格、2014年10月14日デビュー。2016年11月3日ラストライブを行い解散。
エレクトリックリボンのerica（2018年9月卒業）に誘われ、2017年3月24日加入。2018年よりリーダーに就任。同年11月よりセルフプロデュースに移行、運営も自ら行う体制となった。
2020年、元SAKA-SAMAのミ米ミとグデイを結成、7月26日デビューワンマンライブ「0」を開催。
2022年6月、アイドルグループ・ねおちをプロデュース。
2022年12月18日、エレクトリックリボンを卒業。

## 人物・エピソード
深夜ラジオ、お笑い芸人、ロックバンド好きを公言している。グデイの相方・ミ米ミとは好きな音楽が似ていて、SAKA-SAMA加入以前、TENDOUJIのライブイベントを見に行ったときに知り合った。
まどもあ54世加入前、薬局でアルバイトをしようとダイコクドラッグに応募したところ、同社が運営するAKIBAドラッグ&カフェ（アキドラ）にキャストとして配属された。アキドラでは仮面女子のバックダンサーも務めたことがある。
ミスiDに応募を迷っていた苺谷ことりをSNSで発見し、彼女が住んでいた高知まで単身で訪れスカウトした。苺谷は「アメイジングミスiD2021」を受賞したが、同時期から苺谷に注目していたミスiD選考委員の吉田豪は選評で「（苺谷が）何者でもない段階だったらグランプリもあり得た」とコメントしつつ、室井の行動力に触れている。

## 作品

### DVD
- ゆうはちょっぴり夢見がち（2020年3月20日、ラインコミュニケーションズ）

## 出演

### 映画
- 青春カレイドスコープ（2019年8月24日）

### ウェブテレビ
- 矢口真里の火曜The NIGHT（2022年10月19日[11]、ABEMA）

### CM
- サントリーフーズ
  - クラフトボス ウェブCM 『あの子と私と、ソイとエスプレッソ』篇 - 劇中歌「S.O.Y.　～Shine on You～」のボーカル（2024年）[12]

### 舞台
- 13月の女の子（2019年6月28日 - 7月7日、新宿シアターモリエール）※Bチーム

### イベント
- チバテレ『ドリームセブン』実行委員会主催新年会イベント☆（2017年1月8日、池袋 スタジオZEN）
- アイドル好きアイドル#8（2017年1月31日、WALLOP押上スタジオ）
- 室井ゆう&古瀬瑠希&櫻井のどかトークショー/ミニライブ/チェキ撮影会イベント（2017年3月19日、書泉グランデ9F）
- SAKA-SAMA ミ米ミの乙女のロック喫茶第一回（2018年11月23日、ROCK CAFE LOFT）
- 〜ミ米ミと室井ゆうのロック酒場〜（2019年5月19日、下北沢ケージ）
- みーちゃんゆうちゃんの 今夜飲みいこや（2019年10月11日、ROCK CAFE LOFT）
- D.I.Y〜アイドルグループの進め方〜（2020年2月6日、新宿Naked Loft）
- ラジオリスナーフェス2020「深夜ラジオ編成ドラフト会議」（2020年9月27日、渋谷ユーロライブ）
- セルフプロデュースアイドルサバイバル会議（2021年2月9日）※無観客配信
- 『髪は短し 恋せよ乙女』出版記念 青山裕企×室井ゆう×苺谷ことり ショートヘア偏愛ナイト（2021年4月30日、BAG ONE）※無観客配信
- 室井ゆうpresents "ちょっと!! 岡野さん聞いてください"（2021年5月11日、LOFT9 Shibuya）※無観客配信
- 近代麻雀水着祭2021（2021年6月5日、川越水上公園）
- 「むろいひとりしゃべり」（2021年6月5日、ROCK CAFE LOFT）
- 室井ゆうpresents "男爵と豪さんと"（2021年6月17日、LOFT9 Shibuya）